# Tom Cotton
Thomas Bryant Cotton, detto Tom (Dardanelle, 13 maggio 1977), è un politico e avvocato statunitense, senatore per lo stato dell'Arkansas dal 2015 e in precedenza membro della Camera dei Rappresentanti per lo stesso stato dal 2013 al 2015.

## Biografia
Tra il 2005 e il 2009 ha servito l'Esercito degli Stati Uniti, combattendo nella Guerra in Iraq e in quella in Afghanistan nella 101ª Divisione aviotrasportata. Eletto dapprima nel 2012 come deputato alla Camera dei Rappresentanti per il quarto distretto dell'Arkansas, nel 2014 Cotton ha sconfitto il senatore democratico Mark Pryor, diventando, a 37 anni, il nuovo senatore dello Stato.